# Zespół Szkół Energetycznych im. prof. Kazimierza Drewnowskiego w Lublinie
Zespół Szkół Energetycznych im. profesora Kazimierza Drewnowskiego w Lublinie – publiczna szkoła ponadgimnazjalna w Lublinie, założona w 1914 roku, kształcąca specjalistów dla energetyki województwa lubelskiego.

## Historia
Historia Zespołu Szkół Energetycznych sięga czasów rozbiorowych, kiedy to w 1914 roku z inicjatywy Stanisława Śliwińskiego (działacza oświatowego i spółdzielczego, a w latach 1919–1921 ministra aprowizacji w niepodległej Polsce), zatwierdzono statut Prywatnej Szkoły Rzemieślniczej im. Stanisława Syroczyńskiego. Zajęcia w Szkole Rzemieślniczej rozpoczęły się z opóźnieniem na skutek wybuchu I wojny światowej w roku szkolnym 1915/1916. W 1935 roku utworzono prywatne Gimnazjum Mechaniczne a w 1937 prywatne Gimnazjum Elektryczne. W 1939 roku Niemcy zajęli budynek szkoły, warsztaty oraz aresztowali wielu nauczycieli i uczniów.
Po wyzwoleniu Lublina spod okupacji hitlerowskiej, w roku 1944, szkoła wznowiła działalność jako Gimnazjum Mechaniczne im. S. Syroczyńskiego z wydziałem elektrycznym. Szkoła mieściła się w prywatnym budynku ul. Czwartek 3, część warsztatów znajdowała się w barakach przy ul. Długosza 6. Obok Gimnazjum Elektrycznego w roku 1946 rozpoczęło działalność Liceum Elektryczne, a szkoła zmieniła nazwę na: Szkoła Przemysłowa im. Stanisława Syroczyńskiego w Lublinie.
7 stycznia 1950 r. w miejsce istniejącej szkoły prywatnej powołany został państwowy zbiorczy zakład o nazwie Państwowe Szkoły w Lublinie. W tym samym roku na skutek reorganizacji szkolnictwa zawodowego w miejsce zbiorczego zakładu szkolnego powstała Zasadnicza Szkoła Elektryczna i Metalowa oraz Technikum Energetyczne i Mechaniczne podległe Ministerstwu Przemysłu Maszynowego. W roku 1953 patronat nad szkołami elektrycznymi objęło Ministerstwo Energetyki. W roku 1958 ukończono budowę nowego gmachu dla Technikum Energetycznego na terenie Zakładów Energetycznych przy ul. Długiej, do którego wprowadzono Technikum Energetyczne z ul. Czwartek 3 oraz Zasadniczą Szkołę Elektryczną z ul. 22 lipca jako oddzielne jednostki szkolne. Od roku 1960 jako jedna placówka szkoła funkcjonuje w budynku przy ul. Długiej 6. W 1975 roku otrzymała nazwę Zespołu Szkół Energetycznych. Od 1994 roku patronem ZSE jest prof. Kazimierz Drewnowski.

## Absolwenci
- Kazimierz Jakubiuk (1966)[3][4]
- Tomasz Józefacki (2000)[5]
- Przemysław Łuszczewski (2000)[5]

## Kierunki kształcenia
W skład Zespołu wchodzą 3 placówki o kierunkach kształcenia:
- Technikum Energetyczno-Informatyczne (4 letnie)
  - Technik Energetyk
  - Technik Elektryk
  - Technik Elektronik
  - Technik Informatyk
  - Technik Urządzeń i Systemów Energetyki Odnawialnej
- Zasadnicza Szkoła Zawodowa nr 7 (3 letnia)
  - Elektryk
  - Elektromechanik
- Szkoła Policealna nr 7 (2 letnia)
  - Technik Informatyk
- Kwalifikacyjne Kursy Zawodowe
  - E.7. Montaż i konserwacja maszyn i urządzeń elektrycznych
  - E.12.  Montaż i eksploatacja komputerów osobistych oraz urządzeń peryferyjnych